# The Tide Is High
The Tide Is High ist ein Lied der jamaikanischen Band The Paragons aus dem Jahr 1967, das von John Holt geschrieben und von Duke Reid produziert wurde. Wie Holt später verriet, sollte das Lied ursprünglich The Time Is Hard heißen, bevor ihm bei einem Strandaufenthalt die Idee zum später gewählten Titel kam.
Die erfolgreichste Coverversion des Liedes wurde 1980 von der US-amerikanischen Band Blondie veröffentlicht.

## Entstehungsgeschichte
The Tide Is High erschien 1967 als Single der Paragons auf Reids Plattenfirmen Treasure Isle und Trojan Records sowie als B-Seite der Single Only a Smile. Begleitet wurden die Paragons von Tommy McCook & The Supersonics. Auf der Aufnahme wurde die Geige von „White Rum“ Raymond gespielt. Es wurde ebenfalls auf dem Album On the Beach with the Paragons (1968) veröffentlicht.
Nach der Veröffentlichung fand das Original kommerziell wenig Anklang, bis U-Roy eine DJ-Version erstellte, die in Jamaika und in der Skinhead-Szene populär wurde.

## Coverversionen

### Gregory Isaacs
1978 folgte eine Version von Gregory Isaacs, die von „Prince“ Tony Robinson produziert wurde. Sie erschien auf Isaacs eigenem Label African Museum und Front Line, einem Sublabel von Virgin Records, das im selben Jahr gegründet wurde.

### Blondie
1980 nahm die New-Wave-Band Blondie das Lied in einer Ska-/Reggae-Version neu auf. Die Veröffentlichung fand am 31. Oktober 1980 statt. Die B-Seite war Suzy & Jeffrey. 
Das Lied erreichte Platz 1 in den Billboard Hot 100 und in den britischen Charts. Es erschien außerdem auf Blondies fünften Album Autoamerican. Es war das letzte Lied der Band vor ihrer Auflösung, das die höchste Chartposition im Vereinigten Königreich erreichte. Erst nach ihrem Comeback zu Beginn des Jahres 1999 gelang dies der Band mit dem Lied Maria wieder.
Von Blondies Aufnahme existieren außerdem zwei offizielle Remix-Versionen: eine von Coldcut (1988) und die andere von Pete Arden/Vinny Vero (1995).

#### Chartplatzierungen
| ChartsChartplatzierungen       | Höchstplatzierung | Wochen |
| ------------------------------ | ----------------- | ------ |
| Deutschland (GfK)              | 15 (19 Wo.)       | 19     |
| Österreich (Ö3)                | 6 (14 Wo.)        | 14     |
| Schweiz (IFPI)                 | 5 (9 Wo.)         | 9      |
| Vereinigte Staaten (Billboard) | 1 (26 Wo.)        | 26     |
| Vereinigtes Königreich (OCC)   | 1 (12 Wo.)        | 12     |

| ChartsJahrescharts (1981)      | Platzierung |
| ------------------------------ | ----------- |
| Deutschland (GfK)              | 75          |
| Vereinigte Staaten (Billboard) | 17          |

#### Auszeichnungen für Musikverkäufe
| Land/Region                  | Auszeichnungen für Musikverkäufe (Land/Region, Auszeichnung, Verkäufe) | Verkäufe  |
| ---------------------------- | ---------------------------------------------------------------------- | --------- |
| Kanada (MC)                  | Platin                                                                 | 150.000   |
| Neuseeland (RMNZ)            | Gold                                                                   | 10.000    |
| Vereinigte Staaten (RIAA)    | Gold                                                                   | 1.000.000 |
| Vereinigtes Königreich (BPI) | Gold                                                                   | 500.000   |
| Insgesamt                    | 3× Gold · 1× Platin ·                                                  | 1.660.000 |

### Papa Dee
Der schwedische Rapper Papa Dee nahm 1996 ebenfalls eine Version des Liedes auf, die auf seinem Album The Journey und als Single erschien. Seine Version ist stark durch Dancehall geprägt und mit Rap-Passagen unterlegt. Seine Single erreichte Platz 20 der finnischen und Platz 44 der schwedischen Charts.

### Atomic Kitten
Die britische Girlgroup Atomic Kitten nahm ebenfalls eine Coverversion des Liedes auf, die am 26. August 2002 erschien. Dazu wurde eine neue Bridge eingespielt, weshalb der Titel die Ergänzung Get the Feeling erhielt. 
Das Lied wurde als zweite Single aus ihrem zweiten Studioalbum Feels So Good veröffentlicht, war außerdem das Titellied des US-Films Popstar auf Umwegen (2003) und wurde für einen Werbespot der japanischen Brauerei Asahi Beer benutzt. 
Ebenso erschien eine spanischsprachige Version (Ser Tu Pasión) in Mexiko und auf dieser Version ihres im Frühjahr 2004 veröffentlichten Greatest-Hits-Album.

#### Chartplatzierungen
| ChartsChartplatzierungen     | Höchstplatzierung | Wochen |
| ---------------------------- | ----------------- | ------ |
| Deutschland (GfK)            | 3 (13 Wo.)        | 13     |
| Österreich (Ö3)              | 3 (18 Wo.)        | 18     |
| Schweiz (IFPI)               | 4 (18 Wo.)        | 18     |
| Vereinigtes Königreich (OCC) | 1 (16 Wo.)        | 16     |

| ChartsJahrescharts (2002) | Platzierung |
| ------------------------- | ----------- |
| Deutschland (GfK)         | 54          |
| Österreich (Ö3)           | 43          |
| Schweiz (IFPI)            | 61          |

#### Auszeichnungen für Musikverkäufe
| Land/Region                  | Auszeichnungen für Musikverkäufe (Land/Region, Auszeichnung, Verkäufe) | Verkäufe |
| ---------------------------- | ---------------------------------------------------------------------- | -------- |
| Australien (ARIA)            | Platin                                                                 | 70.000   |
| Neuseeland (RMNZ)            | Platin                                                                 | 10.000   |
| Schweden (IFPI)              | Gold                                                                   | 15.000   |
| Vereinigtes Königreich (BPI) | Platin                                                                 | 600.000  |
| Insgesamt                    | 1× Gold · 3× Platin ·                                                  | 695.000  |

### Kardinal Offishall
Der kanadische Rapper Kardinal Offishall veröffentlichte mehrere Coverversionen mit unterschiedlichen Sängerinnen unter dem Titel Numba 1 (Tide Is High). Das Lied erschien auf dem Album Not 4 Sale. Auf der Albumversion ist Rihanna als Gastsängerin zu hören. Die erste Version wurde allerdings mit Nicole Scherzinger aufgenommen. In einer dritten Version sind wiederum beide Sängerinnen zu hören.
Im September 2008 erschien Numba 1 (Tide Is High) als vierte Single des Albums mit Keri Hilson als Sängerin. Im März 2010 wurde die Single von der CRIA mit einer Goldenen Schallplatte ausgezeichnet.
Zudem gibt es noch eine Mashup-Version, in der alle drei Sängerinnen singen.

### Weitere Coverversionen
- 1975: Johnny Clarke
- 1980: Top of the Poppers
- 1980: Siw Inger (Die Zeit ist reif)
- 1992: Debbie Harry
- 1995: Sinitta
- 1996: Nydia Rojas (La numero uno)
- 1997: Angelina
- 2000: Billie Piper
- 2001: Seeed
- 2002: Die Schlümpfe (Schlumpfenkleid)
- 2006: The Selecter
- 2007: Saragossa Band
- 2011: Andrés Calamaro

| ChartsChartplatzierungen       | Höchstplatzierung | Wochen |
| ------------------------------ | ----------------- | ------ |
| Vereinigte Staaten (Billboard) | 89 (4 Wo.)        | 4      |